# Siderofillite
La siderofillite è un minerale appartenente al gruppo delle miche.